# Movember
Movember (contracció en anglès de moustache, bigoti, i November, novembre) és un esdeveniment anual en el qual els homes es deixen créixer el bigoti durant el mes de novembre. La intenció és conscienciar sobre temes de salut de l'home com ara el càncer de pròstata, el càncer de testicle, la depressió masculina, etc. També es recapten diners per ajudar dins de cada país a una o més institucions referents temes de salut masculina.
El Movember va ser celebrat per primera vegada a Austràlia l'any 2003 quan un grup de joves de Melbourne van tenir la idea de deixar-se créixer el bigoti per donar suport a un amic afectat de càncer de pròstata. Des de l'any 2004, la Fundació Movember va començar a recaptar fons per destinar-los a la lluita contra el càncer de pròstata. Aquesta fundació ha estat triada els anys 2011 i 2012 com una de les 100 ONG més notables pel Global Journal
A partir de 2007, l'esdeveniment va començar a realitzar-se també al Canadà, Espanya, Estats Units i Regne Unit. A cada un d'aquests països, es recapten diners destinats a una o més associacions per investigar sobre temes de salut dels homes.
Avui dia hi ha diversos països participants; l'any 2010 s'aconseguiren 447.000 participants i es recaptaren més de 52 milions d'euros destinats íntegrament a fundacions contra el càncer de pròstata i salut masculina.

## Imatges sobre Movember

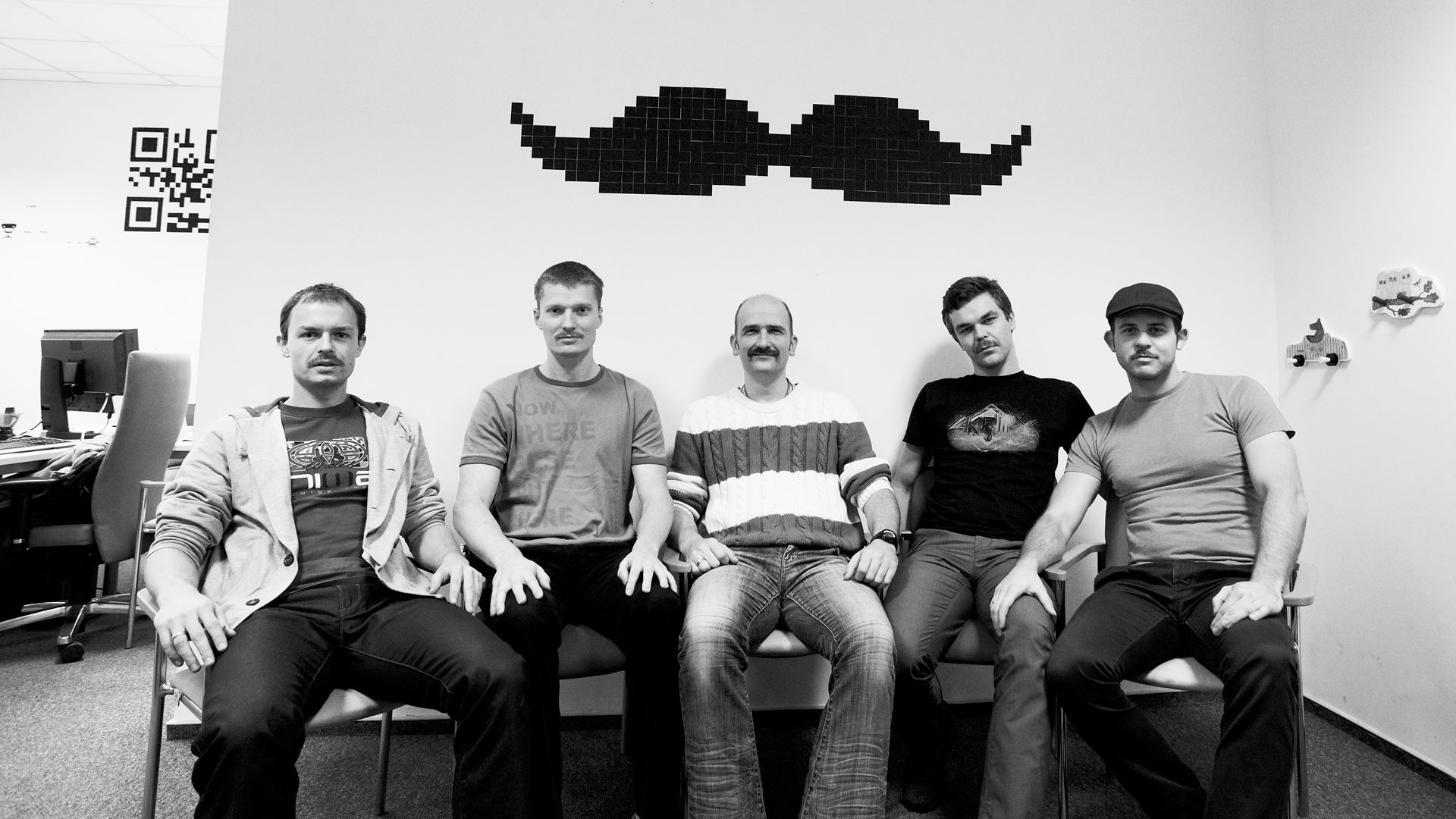
Grup d'homes participants a Polònia.
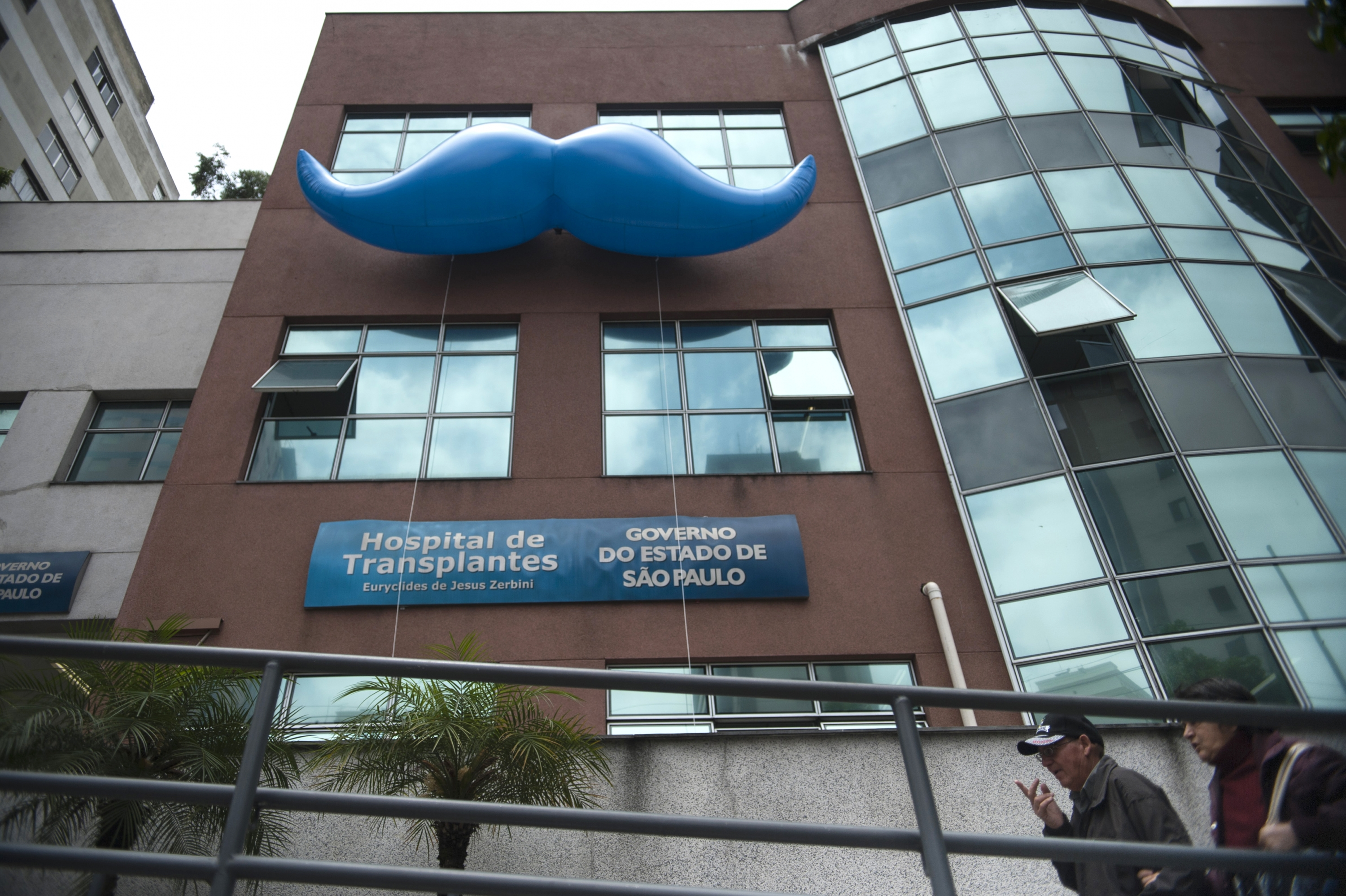
Hospital públic de Brasil amb un bigoti al·legòric.
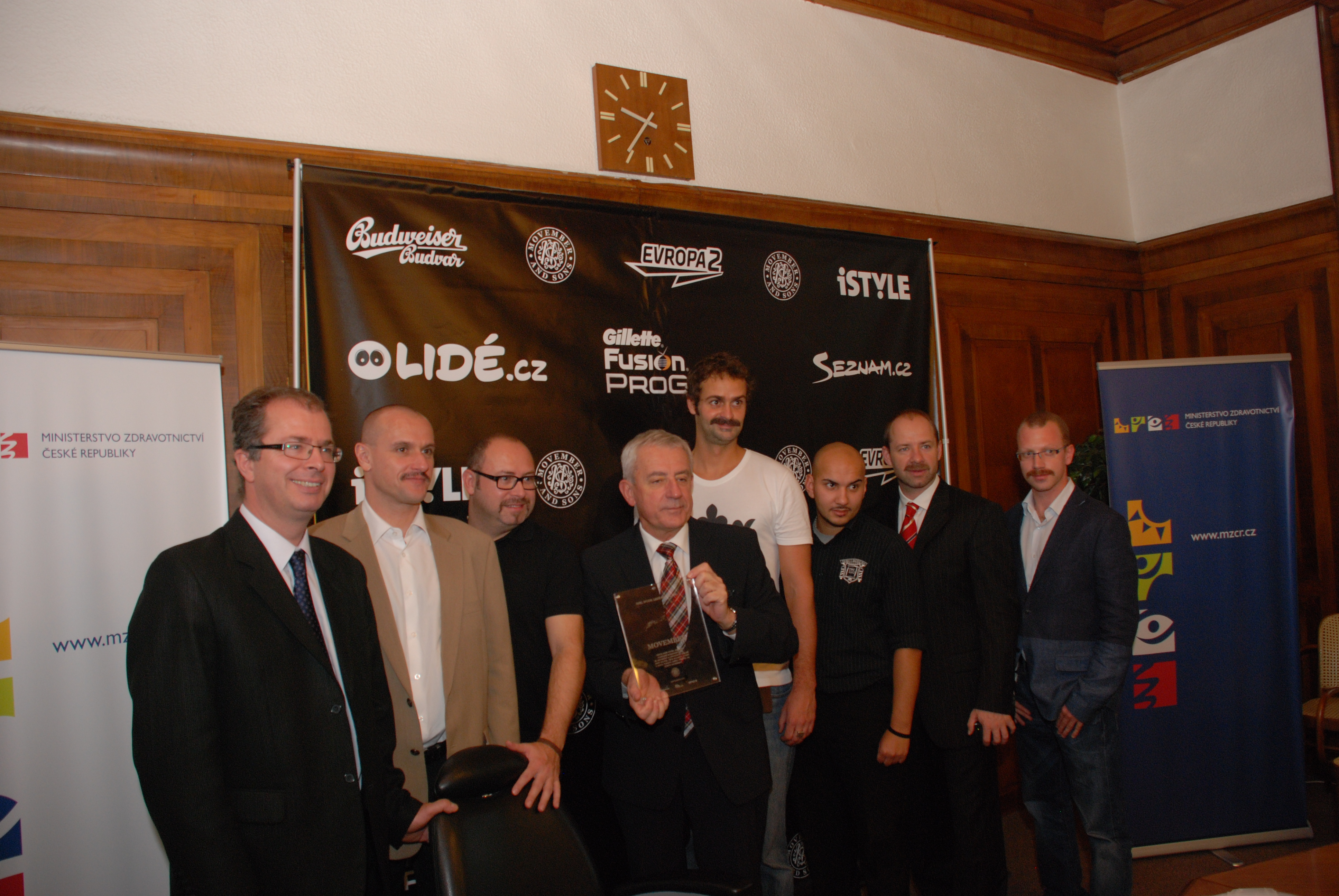
Leoš Heger, Ministre de Salut de la República Txeca, recolzant un esdeveniment de Movember.
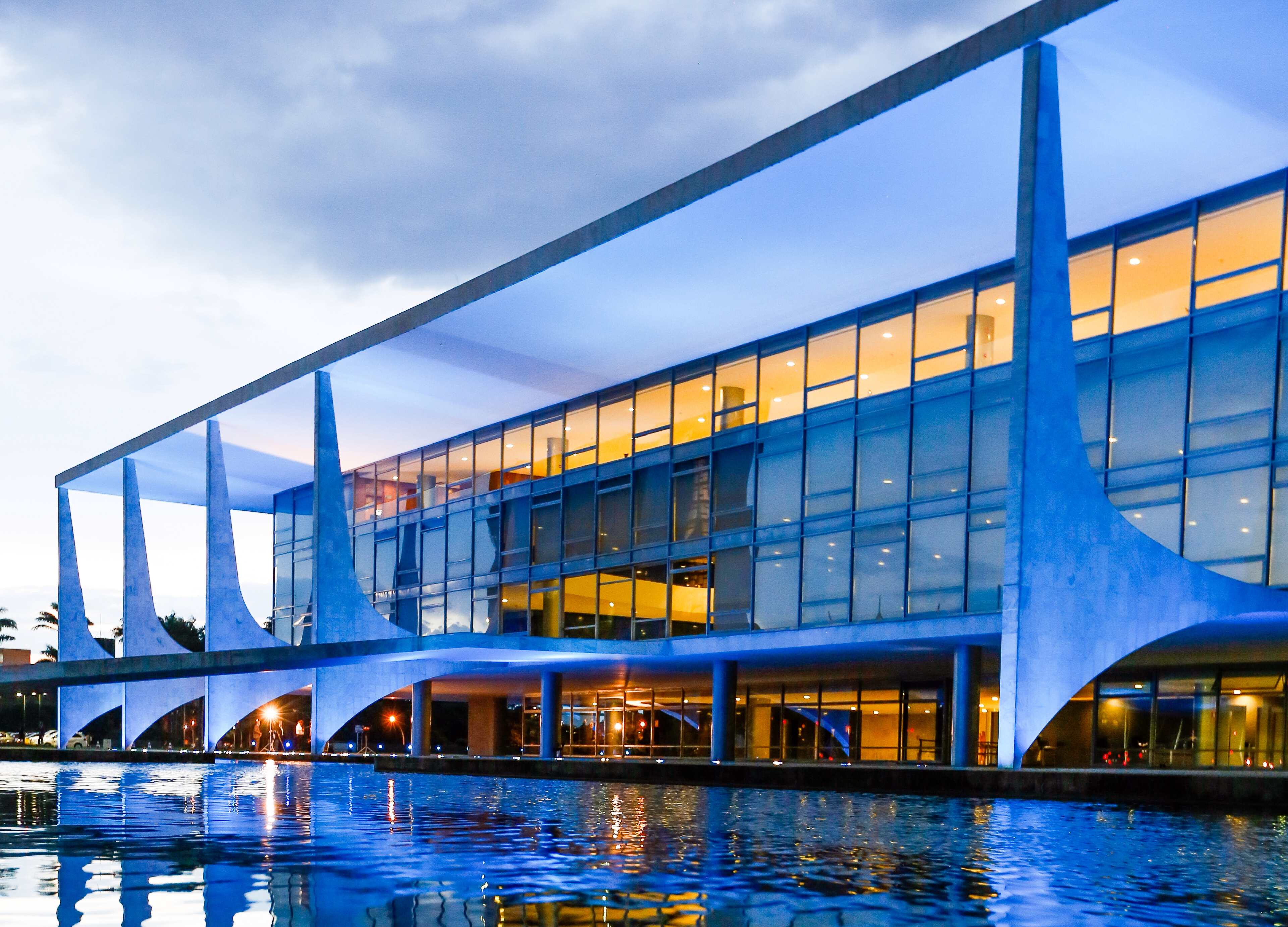
Palácio do Planalto, seu del poder executiu del Govern Federal brasiler, il·luminada en blau.
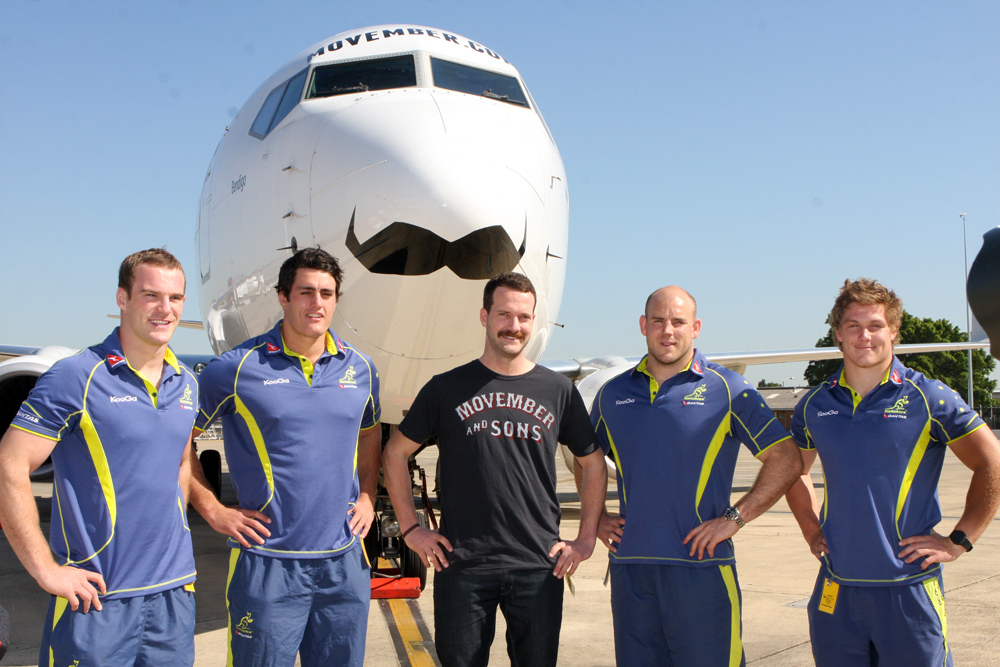
Membres de la Selecció de rugbi d'Austràlia amb bigoti a la presentació d'un Boeing 737-800 de Qantas decorat per Movember.